# Тетрацианоплатинат(II) водорода
Тетрацианоплатинат(II) водорода — неорганическое соединение, 
комплексная соль металла платины и синильной кислоты с формулой H2[Pt(CN)4],
красные кристаллы,
растворяется в воде,
образует кристаллогидраты.

## Получение
- Действие серной кислоты на тетрацианоплатинат(II) бария:

{\displaystyle {\mathsf {Ba[Pt(CN)_{4}]+H_{2}SO_{4}\ {\xrightarrow {}}\ H_{2}[Pt(CN)_{4}]+BaSO_{4}\downarrow }}}
- Пропускание сероводорода через раствор тетрацианоплатинат(II) меди:

{\displaystyle {\mathsf {Cu[Pt(CN)_{4}]+H_{2}S\ {\xrightarrow {}}\ H_{2}[Pt(CN)_{4}]+CuS\downarrow }}}

## Физические свойства
Тетрацианоплатинат(II) водорода образует красные кристаллы,
растворяется в воде, этаноле, диэтиловом эфире, хлороформе.
Образует кристаллогидрат состава H2[Pt(CN)4]•3 H2O.